# Fort Ritchie
Fort Ritchie es un lugar designado por el censo ubicado en el condado de Washington en el estado estadounidense de Maryland. En el Censo de 2010 tenía una población de 314 habitantes y una densidad poblacional de 120,51 personas por km².

## Geografía
Fort Ritchie se encuentra ubicado en las coordenadas 39°42′13″N 77°30′23″O / 39.70361, -77.50639. Según la Oficina del Censo de los Estados Unidos, Fort Ritchie tiene una superficie total de 2.61 km², de la cual 2.54 km² corresponden a tierra firme y (2.58%) 0.07 km² es agua.

## Demografía
Según el censo de 2010, había 314 personas residiendo en Fort Ritchie. La densidad de población era de 120,51 hab./km². De los 314 habitantes, Fort Ritchie estaba compuesto por el 88.54% blancos, el 7.96% eran afroamericanos, el 0% eran amerindios, el 0% eran asiáticos, el 0% eran isleños del Pacífico, el 0% eran de otras razas y el 3.5% pertenecían a dos o más razas. Del total de la población el 0.64% eran hispanos o latinos de cualquier raza.